# BES (ラッパー)
BES（ベス、1978年 - ）は日本のヒップホップMC。

ヒップホップ・ユニットSWANKY SWIPE、SCARSの一員としても活動している。

## 略歴
- 1978年、東京都に生まれる。
- 90年代後半、トラックメイカーのEISHIN、DJ PORSCHE、YODELとヒップホップ・ユニットSWANKY SWIPEを結成。
- 2003年頃、神奈川県川崎市にて中学時代の同級生、先輩、友人など知り合いだったA-THUG、bay4k、SEEDA、I-DeAでSCARSを結成。
- 2006年9月2日、SCARSとしての1stアルバム「THE ALBUM」を発売。本作は『Blast Award 2006』で2位という評価を得る。[1]だが、これ以降、当人はグループを一時脱退する。また、この頃にはI-DeAのアルバムなどへの客演参加を通してその卓越したスキルとフローが注目を集め始める。
- 2006年11月29日、SWANKY SWIPEとしての1stアルバム『Bunks Marmalade』を発売。
- 2007年、ULTIMATE MC BATTLEの東京予選で優勝、次いで本戦で準優勝を果たす。
- 2008年9月19日、1stソロアルバム『REBUILD』を発売。
- 2009年8月22日、B BOY PARK 2009にて漢、MEGA-Gと供に「3 ON 3 PROFESSIONAL MC BATTLE」に出場。しかし、その後、服役により実質的に音楽活動を停止。
- 2012年4月13日、川崎クラブチッタにて久々にSCARSとしてライブ出演しグループとライブ復帰を果たす。
- 2012年7月25日、出所後、初の自身名義のMIX CD『Bes Ill Lounge:The Mix』を発売。
- 2013年3月6日、自身初のEP『EP』を発売。

## ディスコグラフィー

### EP
- 『EP』　（Lexington Co., Ltd / Manhattan Recordings）　（2013年3月6日）
- 『CONVECTION』    (ULTRA-VYBE, INC.)     (2018年7月18日)

### シングル
- Make so happy feat. BIM（2021年2月26日）
- EL COCINERO feat. WILYWNKA（2024年1月31日）
- MIC BUSINESS（2024年2月20日）

### アルバム
- 『REBUILD』　（Pヴァイン）　（2008年9月19日）
- 『UNTITLED』   (GUNSMITH PRODUCTION)     (2016年4月13日)
- 『THE KISS OF LIFE』   (ILL LOUNGE)     (2017年3月22日)
- 『VIRIDIAN SHOOT』 BES & ISSUGI    (Pヴァイン)      (2018年2月28日)
- 『CONVECTION』BES (ULTRA VYBE INC.) (2018年7月18日)
- 『WILL OF STEEL』 (Pヴァイン) (2024年3月27日)

#### SWANKY SWIPE 名義
- 『Bunks Marmalade』　（Pヴァイン）　（2006年11月29日）

### MIX CD
- 『Bes Ill Lounge:The Mix』　（Snake Slow Inc. / Pヴァイン）　（2012年7月25日）
- 『BES ILL LOUNGE Part 3 - Mixed by I-DeA』 (Pヴァイン) (2020年11月18日)

### 参加楽曲
- 「One Night feat. SWANKY SWIPE」　I-DeA　『self expression』　（2004年8月20日）
- 「One Day feat. BES」　I-DeA　『Da FRONT and BACK』　（2006年1月11日）
- 「Ill Wheels feat. BES」　SEEDA　『花と雨』　（2006年12月23日）
- 「2 FACE feat. BES」　NORIKIYO　『EXIT』　（2007年8月15日）
- 「HOW HOW HIGH PT.2 feat. BES」　MEGA-G　『JUSWANNA is dead』　（2012年5月31日）
- 「Stand Alone feat. BES, MESS」　仙人掌　『Be In One's Element』　（2013年5月4日）
- 「FUC U IRON BABY feat. BES & ONE-LAW」　EAT　『THE EAT』　(2013年7月17日）
- 「BAD MIND feat. BES, STICKY 」　MEGA-G　『ORIGINAL SOUNDTRACK FROM THE M.E.T.S. LIFE』　（2013年7月26日）
- 「DREAM feat. BES」　 三島a.k.a.潮フェッショナル　『ナリモノイリ』　（2013年7月26日）